# Rosulabryum perlimbatum
Rosulabryum perlimbatum là một loài Rêu trong họ Bryaceae. Loài này được (Cardot) Ochyra mô tả khoa học đầu tiên năm 2003.